# Staurogyne palawanensis
Staurogyne palawanensis är en akantusväxtart som först beskrevs av Adolph Daniel Edward Elmer, och fick sitt nu gällande namn av Cornelis Eliza Bertus Bremekamp. Staurogyne palawanensis ingår i släktet Staurogyne och familjen akantusväxter. Inga underarter finns listade i Catalogue of Life.